# Allopetalia pustulosa
Allopetalia pustulosa är en trollsländeart som först beskrevs av Selys 1873.  Allopetalia pustulosa ingår i släktet Allopetalia och familjen mosaiktrollsländor. Inga underarter finns listade i Catalogue of Life.